# Musicanova (album)
Musicanova è un album del gruppo italiano Musicanova pubblicato nel 1978.

## Tracce
1. Pizzica minore
2. Riturnella
3. A la muntagna
4. Siente mo' che t'aggia di'
5. 'A morte 'e zi' Frungillo
6. Tempo di Carnevale
7. Ninna nanna per voce e mandoloncello
8. Canto allo scugnizzo
9. Tarantella finale